# Женска рукометна репрезентација Источне Немачке
Женска рукометна репрезентација Источне Немачке у организацији Рукометног савеза Источне Немачке представљала је Источну Немачку у рукомету на свим значајнијим светским и континенталним такмичењима. Након уједињења Источне и Западне Немачке формирана је јединствена репрезентација Немачке.

## Успеси репрезентације

### Наступи наОлимпијским играма
| Година         | Турнир        | Пласман  | ИГ | П | Н | И | ГД  | ГП  | ГР  |
| -------------- | ------------- | -------- | -- | - | - | - | --- | --- | --- |
| Монтреал 1976. | Финална група | 2. место | 5  | 3 | 1 | 1 | 89  | 47  | +42 |
| Москва 1980.   | Финална група | 3. место | 5  | 3 | 1 | 1 | 91  | 58  | +33 |
| Укупно         | 2             | 2. место | 10 | 6 | 2 | 2 | 180 | 105 | +75 |

### Наступи наСветским првенствима
| Година                | Турнир        | Пласман  | ИГ | П  | Н | И | ГД  | ГП  | ГР   |
| --------------------- | ------------- | -------- | -- | -- | - | - | --- | --- | ---- |
| Холандија 1971.       | Финале        | 1. место | 5  | 5  | 0 | 0 | 59  | 41  | +18  |
| Југославија 1973.     | Први круг     | 9. место | 5  | 3  | 1 | 1 | 61  | 44  | +17  |
| Совјетски Савез 1975. | Финална група | 1. место | 7  | 6  | 1 | 0 | 113 | 63  | +50  |
| Чехословачка 1978.    | Финална група | 1. место | 7  | 6  | 0 | 1 | 124 | 76  | +48  |
| Мађарска 1982.        | Финална група | 4. место | 7  | 4  | 2 | 1 | 139 | 109 | +30  |
| Холандија 1986.       | Финална група | 4. место | 7  | 4  | 1 | 2 | 159 | 123 | +36  |
| Јужна Кореја 1990.    | Финална група | 3. место | 7  | 5  | 1 | 1 | 164 | 125 | +39  |
| Укупно                | 7             | 1. место | 45 | 33 | 6 | 6 | 819 | 581 | +238 |

### Наступи наЕвропским првенствима
- Нису одржавана Европска првенства у рукомету за жене док је Источна Немачка била самостална земља